# О'Гара (озеро)
Озеро О'Гара (англ. O'Hara) — озеро на висоті 2020 м в альпійському районі національного парку Його, в провінції Британська Колумбія, на західній стороні Великого вододілу, де починається провінція Альберта і Національний парк Банф.

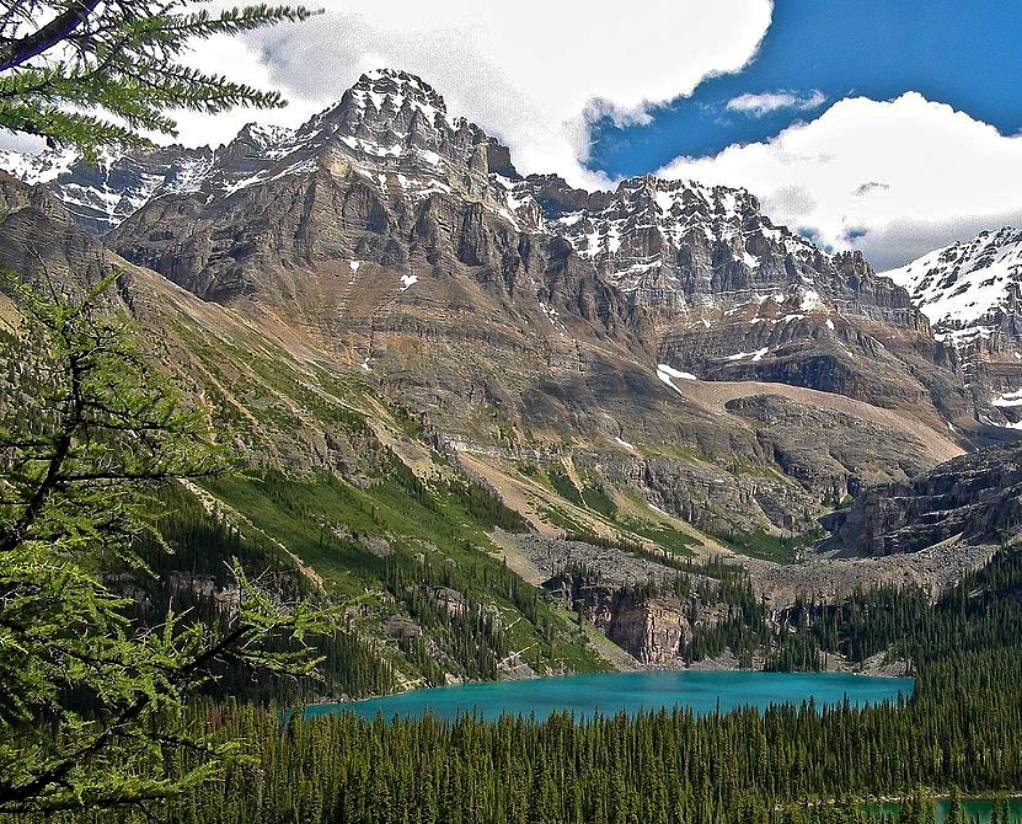
Озеро О'Гара розташоване в підніжжі гори Г'юбер

Район відомий своїми пейзажами, а також альпійськими походами. Відвідувачі часто прямують по альпійською стежкою, що піднімається від озера О'Гара до озера Оеса та озера Опабін . Кількість людей, які відвідують цю територію автобусом, була обмежена, щоб зберегти альпійське середовище.
До озера і долини можна дістатись автобусним сполученням, яким керують парки Канади або пішки 11 км по дорозі з набором висоти приблизно 500 м. Людям, які піднімаються дорогою, не гарантується спуск на автобусі вниз. Забронювати кемпінг можна за три місяці заздалегідь через лінію бронювання озера О'Гара.
Місце назване на честь полковника Роберта О'Гари, ірландця з Дерріхойла в графстві Голвей, який почув про цю територію від урядового інспектора Дж. Джей Макартура.